# Natació als Jocs Olímpics d'estiu de 1924 - 200 metres braça masculins
Els 200 metres braça masculins va ser una de les onze proves de natació que es disputaren als Jocs Olímpics de París de 1924. La competició es disputà el 13 i el 15 de juliol de 1924. Hi van prendre part 22 nedadors procedents de 12 països.

## Medallistes
| Or                | Plata                 | Bronze                |
| Bob Skelton (USA) | Joseph De Combe (BEL) | Bill Kirschbaum (USA) |

## Rècords
Aquests eren els rècords del món i olímpic que hi havia abans de la celebració dels Jocs Olímpics de 1924.
| Rècord del Món | 2:50.4 | Erich Rademacher | Magdeburg (GER) | 7 d'abril de 1924    |
| Rècord Olímpic | 3:01.8 | Walter Bathe     | Estocolm (SWE)  | 12 de juliol de 1912 |

En la primera sèrie Bob Skelton va establir un nou rècord olímpic amb un temps de 2:56.0 minuts.

## Resultats

### Sèries
Els dos nedadors més ràpids de cada sèrie i el millor tercer passaren a semifinals.
Sèrie 1
| Pos. | Nedador                | Temps  | Qual. |
| ---- | ---------------------- | ------ | ----- |
| 1    | Bob Skelton (USA)      | 2:56.0 | QQ OR |
| 2    | Thor Henning (SWE)     | 3:02.4 | QQ    |
| 3    | Zoltán Bitskey (HUN)   | 3:05.4 | qq    |
| 4    | Ivan Stedman (AUS)     | 3:09.6 |       |
| 5    | William Stoney (GBR)   | 3:10.3 |       |
| 6    | Georges Vallerey (FRA) | 3:11.2 |       |

Sèrie 2
| Pos. | Nedador               | Temps  | Qual. |
| ---- | --------------------- | ------ | ----- |
| 1    | Joseph De Combe (BEL) | 3:02.0 | QQ    |
| 2    | Edward Maw (GBR)      | 3:07.0 | QQ    |
| 3    | Márton Sipos (HUN)    | 3:09.8 |       |
| 4    | Arvo Aaltonen (FIN)   | 3:11.0 |       |
| 5    | Marius Zwiller (FRA)  | 3:11.2 |       |

Sèrie 3
| Pos. | Nedador               | Temps  | Qual. |
| ---- | --------------------- | ------ | ----- |
| 1    | Bill Kirschbaum (USA) | 3:01.0 | QQ    |
| 2    | Rudolf Piowatý (TCH)  | 3:10.8 | QQ    |
| 3    | Bo Johnsson (SWE)     | 3:12.2 |       |
| 4    | Viljo Viklund (FIN)   | 3:12.4 |       |
| 5    | Luciano Trolli (ITA)  | 3:23.0 |       |

Sèrie 4
| Pos. | Nedador               | Temps  | Qual. |
| ---- | --------------------- | ------ | ----- |
| 1    | Reginald Flint (GBR)  | 3:05.2 | QQ    |
| 2    | Frigyes Hollósi (HUN) | 3:06.4 | QQ    |
| 3    | Henri Bouvier (FRA)   | 3:07.8 |       |
| 4    | Gerlacus Moes (NED)   | 3:18.8 |       |
| 5    | Emerico Biach (ITA)   | 3:26.8 |       |
| 6    | Ivo Pavelić (YUG)     | 3:28.4 |       |

Sèrie 5
| Pos. | Nedador                | Temps  | Qual. |
| ---- | ---------------------- | ------ | ----- |
| 1    | Bengt Linders (SWE)    | 3:03.4 | QQ    |
| 2    | Robert Wyss (SUI)      | 3:03.6 | QQ    |
| 3    | Clarrie Heard (NZL)    | 3:09.0 |       |
| 4    | Tsunenobu Ishida (JPN) | 3:09.2 |       |
| 5    | Jaroslav Müller (TCH)  | 3:22.0 |       |
| 6    | Mário Marques (POR)    | 3:32.4 |       |

### Semifinals
Els dos nedadors més ràpids de cada semifinal i el millor tercer passaren a la final.
Semifinal 1
| Pos. | Nedador               | Temps  | Qual. |
| ---- | --------------------- | ------ | ----- |
| 1    | Bob Skelton (USA)     | 3:00.2 | QF    |
| 2    | Bill Kirschbaum (USA) | 3:02.6 | QF    |
| 3    | Robert Wyss (SUI)     | 3:04.2 | qf    |
| 4    | Frigyes Hollósi (HUN) | 3:05.6 |       |
| 5    | Reginald Flint (GBR)  | 3:06.8 |       |
| 6    | Rudolf Piowatý (TCH)  | 3:11.8 |       |

Semifinal 2
| Pos. | Nedador               | Temps  | Qual. |
| ---- | --------------------- | ------ | ----- |
| 1    | Joseph De Combe (BEL) | 3:00.2 | QF    |
| 2    | Bengt Linders (SWE)   | 3:01.4 | QF    |
| 3    | Thor Henning (SWE)    | 3:05.0 |       |
| 4    | Edward Maw (GBR)      | 3:07.0 |       |
| 5    | Zoltán Bitskey (HUN)  | 3:09.2 |       |

### Final
| Pos. | Nedador               | Temps  |
| ---- | --------------------- | ------ |
| 1    | Bob Skelton (USA)     | 2:56.6 |
| 2    | Joseph De Combe (BEL) | 2:59.2 |
| 3    | Bill Kirschbaum (USA) | 3:01.0 |
| 4    | Bengt Linders (SWE)   | 3:02.2 |
| 5    | Robert Wyss (SUI)     | 3:05.6 |